# Clematis tashiroi
Clematis tashiroi är en ranunkelväxtart som beskrevs av Carl Maximowicz. Clematis tashiroi ingår i släktet klematisar, och familjen ranunkelväxter. Utöver nominatformen finns också underarten C. t. huangii.